# Mount Asplenium
Mount Asplenium är ett berg i Australien. Det ligger i regionen Southern Downs och delstaten Queensland, omkring 96 kilometer sydväst om delstatshuvudstaden Brisbane. Toppen på Mount Asplenium är 1 294 meter över havet, eller 418 meter över den omgivande terrängen. Bredden vid basen är 13,6 km.
Runt Mount Asplenium är det mycket glesbefolkat, med 2 invånare per kvadratkilometer.. Det finns inga samhällen i närheten. 
I omgivningarna runt Mount Asplenium växer i huvudsak städsegrön lövskog. Genomsnittlig årsnederbörd är 1 168 millimeter. Den regnigaste månaden är januari, med i genomsnitt 235 mm nederbörd, och den torraste är september, med 32 mm nederbörd.